# Svjetsko prvenstvo u motociklizmu 1998. – 500cc
Svjetsko prvenstvo u motociklizmu u klasi 500cc za 1998. godinu je peti put zaredom osvojio aiustralski vozač Michael ("Mick") Doohan na motociklu Honda NSR500 u momčadi Repsol Honda. 

## Raspored utrka i osvajači postolja
1998. godine je bilo na rasporedu 14 trkačih vikenda Svjetskog prvenstva i na svima su vožene utrke u klasi 500cc.
| rb | datum               | staza                              | utrka                | službeni naziv utrke                   | pole poz.         | motocikl | naj.krug       | motocikl | pobjednik      | motocikl | drugoplasirani | motocikl | trećeplasirani | motocikl | izvj.                                                     |
| -- | ------------------- | ---------------------------------- | -------------------- | -------------------------------------- | ----------------- | -------- | -------------- | -------- | -------------- | -------- | -------------- | -------- | -------------- | -------- | --------------------------------------------------------- |
| 1  | 5. travnja 1998.    | Suzuka                             | VN Japana            | Marlboro Grand Prix of Japan           | Max Biaggi        | Honda    | Max Biaggi     | Honda    | Max Biaggi     | Honda    | Tadayuki Okada | Honda    | Noriyuki Haga  | Yamaha   | [ 1 ] [ 2 ] [ 3 ] [ 4 ] [ 5 ] [ 6 ] [ 7 ] [ 8 ]           |
| 2  | 19. travnja 1998.   | Johor                              | VN Malezije          | Marlboro Malaysian Grand Prix '98      | Michael Doohan    | Honda    | Michael Doohan | Honda    | Michael Doohan | Honda    | Carlos Checa   | Honda    | Max Biaggi     | Honda    | [ 1 ] [ 2 ] [ 3 ] [ 4 ] [ 5 ] [ 9 ] [ 10 ] [ 11 ]         |
| 3  | 3. svibnja 1998.    | Jerez                              | VN Španjolske        | Gran Premio Marlboro de España         | Carlos Checa      | Honda    | Àlex Crivillé  | Honda    | Àlex Crivillé  | Honda    | Michael Doohan | Honda    | Max Biaggi     | Honda    | [ 1 ] [ 2 ] [ 3 ] [ 4 ] [ 5 ] [ 12 ] [ 13 ] [ 14 ]        |
| 4  | 17. svibnja 1998.   | Mugello                            | VN Italije           | Gran Premio Q8 d'Italia                | Michael Doohan    | Honda    | Michael Doohan | Honda    | Michael Doohan | Honda    | Max Biaggi     | Honda    | Àlex Crivillé  | Honda    | [ 1 ] [ 2 ] [ 3 ] [ 4 ] [ 5 ] [ 15 ] [ 16 ] [ 17 ] [ 18 ] |
| 5  | 31. svibnja 1998.   | Paul Ricard (Le Castellet)         | VN Francuske         | Grand Prix de France Moto 98           | Michael Doohan    | Honda    | Àlex Crivillé  | Honda    | Àlex Crivillé  | Honda    | Michael Doohan | Honda    | Carlos Checa   | Honda    | [ 1 ] [ 2 ] [ 3 ] [ 4 ] [ 5 ] [ 19 ] [ 20 ] [ 21 ] [ 22 ] |
| 6  | 14. lipnja 1998.    | Jarama                             | VN Zajednica Madrida | Gran Premio Comunidad de Madrid        | Michael Doohan    | Honda    | Carlos Checa   | Honda    | Carlos Checa   | Honda    | Norifumi Abe   | Yamaha   | Sete Gibernau  | Honda    | [ 1 ] [ 2 ] [ 3 ] [ 4 ] [ 5 ] [ 23 ] [ 24 ] [ 25 ] [ 26 ] |
| 7  | 27. lipnja 1998.    | Assen                              | VN Nizozemske        | Rizla+ Dutch TT                        | Michael Doohan    | Honda    | Michael Doohan | Honda    | Michael Doohan | Honda    | Max Biaggi     | Honda    | Simon Crafar   | Yamaha   | [ 1 ] [ 2 ] [ 3 ] [ 4 ] [ 5 ] [ 27 ] [ 28 ] [ 29 ] [ 30 ] |
| 8  | 5. srpnja 1998.     | Donnington Park                    | VN Britanije         | British Grand Prix                     | Simon Crafar      | Yamaha   | Simon Crafar   | Yamaha   | Simon Crafar   | Yamaha   | Michael Doohan | Honda    | Norifumi Abe   | Yamaha   | [ 1 ] [ 2 ] [ 3 ] [ 4 ] [ 5 ] [ 31 ] [ 32 ] [ 33 ] [ 34 ] |
| 9  | 19. srpnja 1998.    | Sachsenring                        | VN Njemačke          | Polini Motorrad Grand Prix Deutschland | Max Biaggi        | Honda    | Alex Barros    | Honda    | Michael Doohan | Honda    | Max Biaggi     | Honda    | Àlex Crivillé  | Honda    | [ 1 ] [ 2 ] [ 3 ] [ 4 ] [ 5 ] [ 35 ] [ 36 ] [ 37 ] [ 38 ] |
| 10 | 23. kolovoza 1998.  | Brno                               | VN Češke Republike   | Grand Prix České Republiky             | Michael Doohan    | Honda    | Àlex Crivillé  | Honda    | Max Biaggi     | Honda    | Àlex Crivillé  | Honda    | Alex Barros    | Honda    | [ 1 ] [ 2 ] [ 3 ] [ 4 ] [ 5 ] [ 39 ] [ 40 ] [ 41 ]        |
| 11 | 6. rujna 1998.      | Imola (Enzo e Dino Ferrari)        | VN Grada Imole       | Gran Premio Cirio Città di Imola       | Jean-Michel Bayle | Yamaha   | Max Biaggi     | Honda    | Michael Doohan | Honda    | Àlex Crivillé  | Honda    | Max Biaggi     | Honda    | [ 1 ] [ 2 ] [ 3 ] [ 4 ] [ 5 ] [ 42 ] [ 43 ] [ 44 ] [ 45 ] |
| 12 | 20. rujna 1998.     | Catalunya (Barcelona)              | VN Katalonije        | Gran Premi Marlboro de Catalunya       | Àlex Crivillé     | Honda    | Alex Barros    | Honda    | Michael Doohan | Honda    | Tadayuki Okada | Honda    | Norifumi Abe   | Yamaha   | [ 1 ] [ 2 ] [ 3 ] [ 4 ] [ 5 ] [ 46 ] [ 47 ] [ 48 ]        |
| 13 | 4. listopada 1998.  | Phillip Island                     | VN Australije        | Qantas Australian Grand Prix           | Michael Doohan    | Honda    | Simon Crafar   | Yamaha   | Michael Doohan | Honda    | Simon Crafar   | Yamaha   | Àlex Crivillé  | Honda    | [ 1 ] [ 2 ] [ 3 ] [ 4 ] [ 5 ] [ 49 ] [ 50 ] [ 51 ] [ 52 ] |
| 14 | 25. listopada 1998. | Buenos Aires (Juan y Oscar Gálvez) | VN Argentine         | Gran Premio Marlboro de Argentina      | Michael Doohan    | Honda    | Tadayuki Okada | Honda    | Michael Doohan | Honda    | Tadayuki Okada | Honda    | Alex Barros    | Honda    | [ 1 ] [ 2 ] [ 3 ] [ 4 ] [ 5 ] [ 53 ] [ 54 ] [ 55 ] [ 56 ] |

VN Zajednice Madrida - također navedena kao VN Madrida 

VN Nizozemske - također navedena kao Dutch TT 

VN Britanije - također navedena kao VN Velike Britanije 

VN Grada Imole - također navedena kao VN Imole 

VN Indonezije - trebala biti održana 19. travnja 1998., ali je otkazana 

VN Brazila (VN Rija) - trebala biti održana 18. listopada 1998., ali je otkazana

## Poredak za vozače
Sustav bodovanja
Bodove osvaja prvih 15 vozača u utrci. 
| pozicija u utrci | 1. | 2. | 3. | 4. | 5. | 6. | 7. | 8. | 9. | 10. | 11. | 12. | 13. | 14. | 15. |
| bodovi           | 25 | 20 | 16 | 13 | 11 | 10 | 9  | 8  | 7  | 6   | 5   | 4   | 3   | 2   | 1   |

| mj. | vozač                    | konstruktor         | bm | momčad (tim)                                                   | motocikl                                             | bodova |
| --- | ------------------------ | ------------------- | -- | -------------------------------------------------------------- | ---------------------------------------------------- | ------ |
| 1.  | Michael Doohan           | Honda               | 1  | Repsol Honda                                                   | Honda NSR500 V4                                      | 260    |
| 2.  | Max Biaggi               | Honda               | 6  | Marlboro Team Kanemoto                                         | Honda NSR500 V4                                      | 208    |
| 3.  | Àlex Crivillé            | Honda               | 4  | Repsol Honda                                                   | Honda NSR500 V4                                      | 198    |
| 4.  | Carlos Checa             | Honda               | 8  | Movistar Honda Pons                                            | Honda NSR500 V4                                      | 139    |
| 5.  | Alex Barros              | Honda               | 9  | Honda Gresini                                                  | Honda NSR500 V4                                      | 138    |
| 6.  | Norifumi Abe             | Yamaha              | 5  | Yamaha Team Rainey                                             | Yamaha YZR500 (OWK1)                                 | 128    |
| 7.  | Simon Crafar             | Yamaha              | 11 | Red Bull Yamaha WCM                                            | Yamaha YZR500 (OWK1)                                 | 119    |
| 8.  | Tadayuki Okada           | Honda               | 2  | Repsol Honda                                                   | Honda NSR500 V4                                      | 106    |
| 9.  | Nobuatsu Aoki            | Suzuki              | 3  | Suzuki Grand Prix Team                                         | Suzuki RGV Γ 500 (XR88)                              | 101    |
| 10. | Régis Laconi             | Yamaha              | 55 | Red Bull Yamaha WCM                                            | Yamaha YZR500 (OWK1)                                 | 86     |
| 11. | Sete Gibernau            | Honda               | 15 | Repsol Honda                                                   | Honda NSR500 V2                                      | 72     |
| 12. | John Kocinski            | Honda               | 19 | MoviStar Honda Pons                                            | Honda NSR500 V4                                      | 64     |
| 13. | Kenny Roberts Junior     | Modenas Modenas KR3 | 10 | Team Roberts                                                   | Modenas KR3                                          | 59     |
| 14. | Ralf Waldmann            | Modenas Modenas KR3 | 28 | Marlboro Team Roberts                                          | Modenas KR3                                          | 46     |
| 15. | Jurgen van den Goorbergh | Honda               | 17 | Dee Cee Jeans Racing Team                                      | Honda NSR500 V4                                      | 40     |
| 16. | Jean-Michel Bayle        | Yamaha              | 12 | Yamaha Team Rainey                                             | Yamaha YZR500 (OWK1)                                 | 28     |
| 17. | Garry McCoy              | Honda               | 18 | Shell Advance Racing                                           | Honda NSR500 V2                                      | 23     |
| 18. | Kyōji Nanba              | Yamaha              | 21 | Yamaha Team Rainey                                             | Yamaha YZR500 (OWK1)                                 | 22     |
| 19. | Matt Wait                | Honda               | 23 | F.C.C. TSR                                                     | Honda NSR500 V2                                      | 17     |
| 20. | Noriyuki Haga            | Yamaha              | 50 | Yamaha Racing Team                                             | Yamaha YZR500                                        | 16     |
| 21. | Scott Smart              | Honda               | 88 | Team Millar Honda Britain                                      | Honda NSR500 V2                                      | 14     |
| 22. | Yukio Kagayama           | Suzuki              | 25 | Suzuki Grand Prix Team                                         | Suzuki RGV Γ 500 (XR88)                              | 10     |
| 22. | Luca Cadalora            | Yamaha Suzuki MuZ   | 20 | Yamaha Team Rainey Suzuki Grand Prix Team Muz Roc Rennen Sport | Yamaha YZR500 (OWK1) Suzuki RGV Γ 500 (XR88) MuZ 500 | 10     |
| 24. | Bernard Garcia           | Honda               | 26 | Tecmas Honda Elf Shell Advance Racing                          | Honda NSR500 V2                                      | 10     |
| 25. | Norihiko Fujiwara        | Yamaha              | 52 | BP Yamaha Racing Team                                          | Yamaha YZR500                                        | 9      |
| 26. | Eskil Suter              | MuZ                 | 77 | Muz ROC RennSport                                              | MuZ 500                                              | 7      |
| 27. | Gregorio Lavilla         | Honda               | 39 | MoviStar Honda Pons                                            | Honda NSR500 V4                                      | 5      |
| 28. | Doriano Romboni          | MuZ                 | 7  | Muz ROC RennSport                                              | MuZ 500                                              | 4      |
| 28. | John McGuinness          | Honda               | 68 | Team Vimto Honda / Paul Bird                                   | Honda NSR500 V2                                      | 4      |
| 30. | Sébastien Gimbert        | Honda               | 22 | Tecmas Honda Elf                                               | Honda NSR500 V2                                      | 4      |
| 31. | Fernando Cristóbal       | Honda               | 72 | Shell Advance Racing                                           | Honda NSR500 V2                                      | 4      |
| 32. | Juan Bautista Borja      | Honda               | 14 | Shell Advance Racing MoviStar Honda Pons                       | Honda NSR500 V2 Honda NSR500 V4                      | 3      |
| 33. | Mark Willis              | Suzuki              | 33 | Suzuki Grand Prix Team                                         | Suzuki RGV Γ 500 (XR88)                              | 2      |
| 34. | Fabio Carpani            | Honda               | 57 | Team Polini Inoxmacel                                          | Honda NSR500 V2                                      | 1      |

 u ljestvici vozači koji su osvojili bodove u prvenstvu 

## Poredak za konstruktore
Sustav bodovanja
Bodove za proizvođača osvaja najbolje plasirani motocikl proizvođača među prvih 15 u utrci. 
| pozicija u utrci | 1. | 2. | 3. | 4. | 5. | 6. | 7. | 8. | 9. | 10. | 11. | 12. | 13. | 14. | 15. |
| bodovi           | 25 | 20 | 16 | 13 | 11 | 10 | 9  | 8  | 7  | 6   | 5   | 4   | 3   | 2   | 1   |

Honda prvak u poretku konstruktora. 
| mj. | konstruktor         | bod |
| --- | ------------------- | --- |
| 1.  | Honda               | 345 |
| 2.  | Yamaha              | 198 |
| 3.  | Suzuki              | 111 |
| 4.  | Modenas Modenas KR3 | 73  |
| 5.  | MuZ                 | 11  |

 u ljestvici konstruktori koji su osvojili bodove u prvenstvu 

## Vanjske poveznice
- (engl.) motogp.com
- (fr.) racingmemo.free.fr, LES CHAMPIONNATS DU MONDE DE VITESSE MOTO
- (engl.) motorsportstats.com, MotoGP
- (fr.) pilotegpmoto.com
- (nizoz.) jumpingjack.nl, Alle Grand-Prix uitslagen en bijzonderheden, van 1973 (het jaar dat Jack begon met racen) tot heden.
- (engl.) motorsport-archive.com, World 500ccm Championship :: Overview wayback arhiva
- (engl.) the-sports.org, Moto - Moto GP - Prize list
- (engl.) motorsportmagazine.com, World Motorcycle Championship / MotoGP
- (engl.) motorsporttop20.com, Motorcycle Championships
- (engl.) progcovers.com, Motor Racing Programme Covers / FIM Grand Prix World Championship Programmes / 500cc Class / MotoGP
- (engl.) en.wikipedia.org, 1998 Grand Prix motorcycle racing season
- (tal.) it.wikipedia.org, Risultati del motomondiale 1998